# Der Venuswagen
Der Venuswagen war eine Buchreihe des Fritz Gurlitt Verlags in Berlin. Der Galerist und Verleger Wolfgang Gurlitt initiierte zwischen 1919 und 1920 diese von Alfred Richard Meyer herausgegebene „Sammlung erotischer Privatdrucke“. Insgesamt wurden neun Bände in teilweise sehr aufwendiger Ausstattung (u. a. mit Original-Graphiken) in kleiner Stückzahl (ca. 500 Exemplare pro Band) auf den Markt gebracht. 

## Ausgaben

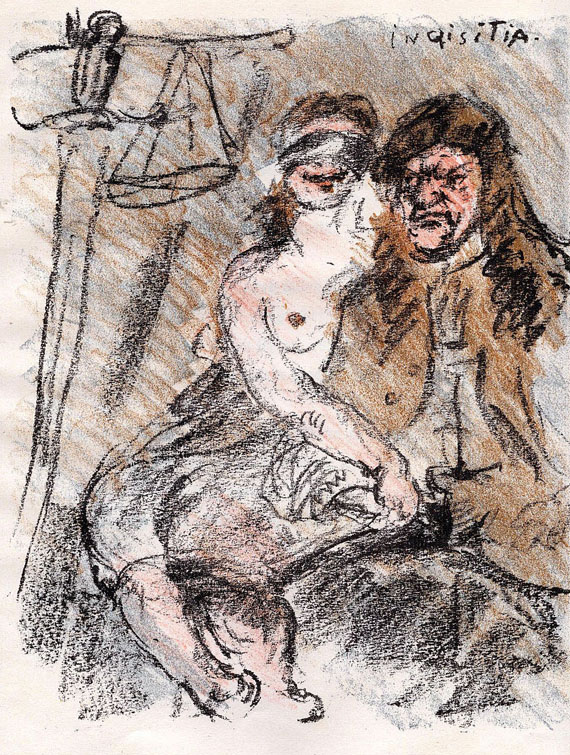
Illustration aus Der Venuswagen (1781) von Lovis Corinth

1. Friedrich Schiller: Der Venuswagen (1781). 1919 (illustriert von Lovis Corinth).
2. Victor-Joseph Étienne de Jouy: Sappho oder die Lesbierinnen („Sappho ou les lesbiennes“). 1920 (illustriert von Otto Schoff; übersetzt durch Balduin Möllhausen).
3. Pantschatantra. Fabeln aus dem indischen Liebesleben. 1919 (illustriert von Richard Janthur).
4. Alfred Richard Meyer: Das Aldegrever-Mädchen. Eine Novelle. 1920 (illustriert von Georg Walter Rössner).
5. Balduin Möllhausen: Der Mord im Kastanienwäldchen oder Die ereignislose Hochzeitsnacht (frei nach Henry de Kock; illustriert von Franz Christophe).
6. Heinrich Lautensack: Erotische Votivtafeln. 1919 (illustriert von Willi Jaeckel).
7. Die königliche Orgie oder Die Österreicherin bei Laune. Eine Oper[1] („L'Autrichienne enquoquette ou l'orgie royale“). 1919 (illustriert von Paul Scheurich; übersetzt von Engelbert Nern).
8. Wilhelm Heinse: Die Kirschen. 1920 (illustriert von Wilhelm Wagner).
9. Joris Karl Huysmans: Gilles de Rais („La magie en Poitou“). 1919 (illustriert von Willi Geiger; übersetzt von August Döppner).